# Geschützter Landschaftsbestandteil Eichen bei Haßley

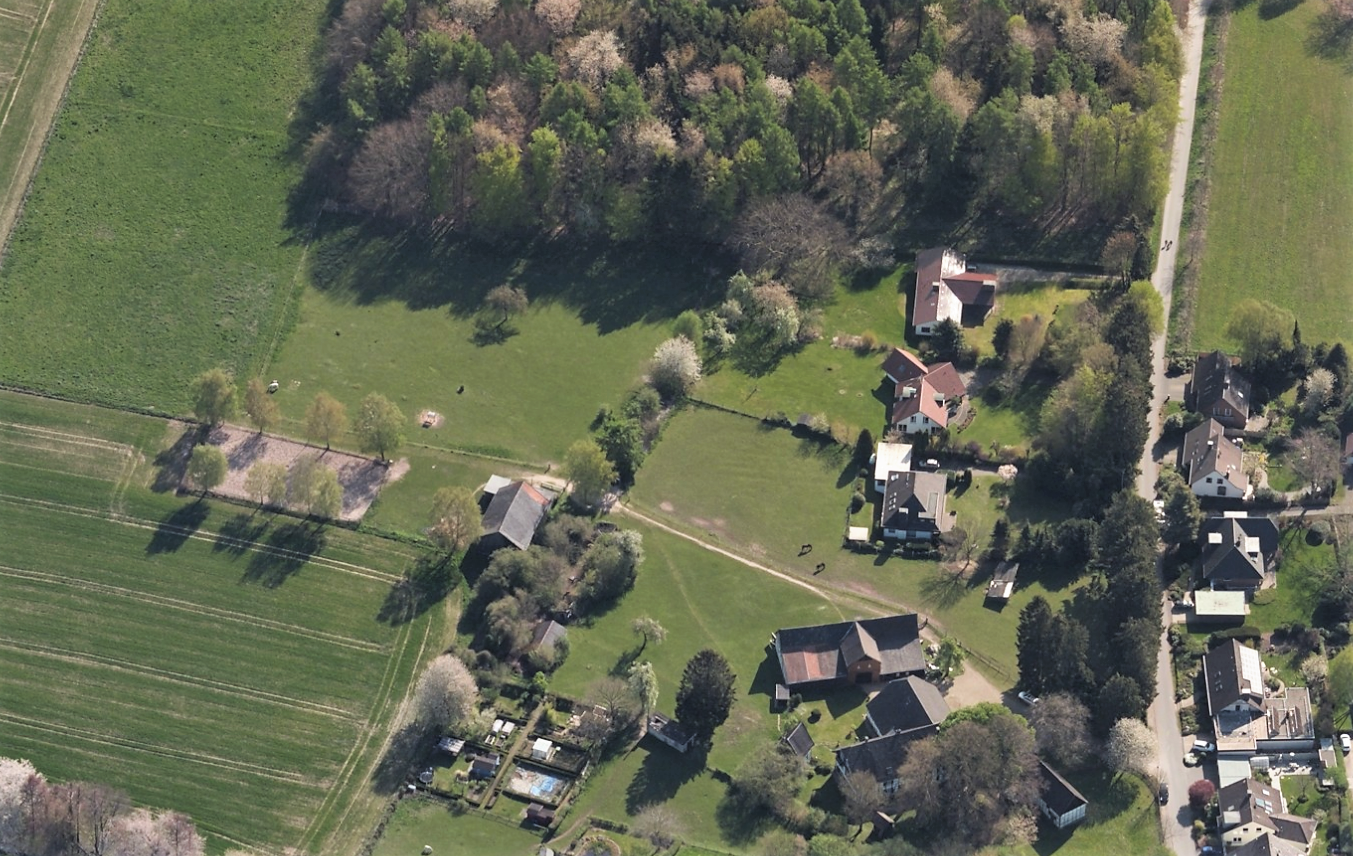
Geschützter Landschaftsbestandteil Eichen bei Haßley

Der Geschützte Landschaftsbestandteil Eichen bei Haßley mit einer Flächengröße von 0,13 ha liegt auf dem Gebiet der kreisfreien Stadt Hagen in Nordrhein-Westfalen. Der LB wurde 1994 mit dem Landschaftsplan der Stadt Hagen vom Stadtrat von Hagen ausgewiesen.

## Beschreibung
Beschreibung im Landschaftsplan: „Es handelt sich um eine markante Baumgruppe, bestehend aus 10 Eichen, nördlich der Raiffeisenstr./Schmalenbeckstraße in Haßley.“

## Schutzzweck
Laut Landschaftsplan erfolgte die Ausweisung „zur Sicherung der Leistungsfähigkeit des Naturhaushalts durch Erhalt von wertvollem Altholzbestand als Lebensraum, insbesondere für höhlenbewohnende Vögel und Kleinsäuger“.